# Alfred Hausner
Alfred Hausner (ur. 11 stycznia 1822 w Brodach, zm. 17 lutego 1887 tamże) – bankier i kupiec oraz poseł do Sejmu Krajowego Galicji i austriackiej Rady Państwa

## Życiorys
Ukończył szkołę średnią we Lwowie. Od 1847 był wspólnikiem, a po śmierci ojca od 1858 r. kierował rodzinnym domem handlowym i bankowym „Hausner & Violland” w Brodach i Lwowie. Sadok Barącz w swej książce o Brodak, że jedną z najokazalszych kamienic w mieście była należąca do „bankiera Hausner et Violand, który to dom w owym czasie wielkie robił interesa, dorobił się ogromnej fortuny tak, że równie jak Bach panicze Hausnerowie pokupowali podobno dobra, a panny zbytkowały i bieliznę posyłały prać do Wiednia”. W tym właśnie domu Hausnerowie gościli przebywających w Brodach przedstawicieli rodziny Habsburgów, m.in. arcyksięcia Karola Ludwika w 1855 roku. Przejął firmę w dramatycznych okolicznościach po zamordowaniu jego ojca Karola. Firma prowadzona przez niego była najbogatszym przedsiębiorstwem w Brodach. Jej kapitał w połowie XIX wieku wynosił 250 000 florenów. Do jej klientów należały najważniejsze rodziny ziemiańskie z Galicji, a także elita polityczna kraju, m.in. pożyczał pieniądze Franciszkowi Smolce i Florianowi Ziemiałkowskiemu.
Politycznie związany z demokratami. Poseł do Sejmu Krajowego Galicji I kadencji (1861–1867) II kadencji (1867–1869) III kadencji 1873–1876). Wybrany do Sejmu Krajowego w II kurii, jako przedstawiciel Brodzkiej Izby Handlowej i Przemysłowej. Aktywnie uczestniczył w obradach parlamentu galicyjskiego m.in. na jego wniosek Sejm uchwalił Statut dla miasta Brody. Poseł do austriackiej Rady Państwa w Wiedniu II kadencji (20 maja 1867 – 5 czerwca 1868) reprezentował w kurii II izby przemysłowe i handlowe. Był członkiem Koła Polskiego. W Radzie Państwa brał udział w komisji finansowej jako sekretarz. Był także członkiem najpierw z grupy najwyżej opodatkowanych kupców potem z grupy gmin miejskich Rady Powiatowej (1875–1887) oraz członkiem (1875–1887) i wiceprezesem (1875) Wydziału Powiatowego w Brodach.
Był od 1870 członkiem ze stanu kupieckiego, a także wiceprezesem (1870–1871,1880–1884) i prezesem (1885–1887) Izby Przemysłowo-Handlowej w Brodach. Członek oddziału brodzkiego (1870–1887) Galicyjskiego Towarzystwa Gospodarskiego we Lwowie.

## Rodzina
Rodzina była pochodzenia niemieckiego, pradziad Jan przeniósł się w XVIII w. z Moraw do Polski i założył domy bankowe we Lwowie i Brodach pod firmą „Hausner et Violland”. Z czasem stała się ona najbogatszą firmą w Brodach i jedną z najpoważniejszych instytucji kredytowych Galicji. Julian Ursyn Niemcewicz który odwiedził Brody w 1820 oceniał dom handlowy Hausnera jako wyjątkowo chrześcijańską firmę „pośród niezmierzonego okiem oceanu Żydów”. Ojciec Alfreda Karol (1790–1858) był już całkowicie spolonizowany. W latach 1832–1848 bank firmy Hausner przekazywał nielegalnie listy Juliusza Słowackiego do jego matki Salomei Bécu w Krzemieńcu. Alfred żył samotnie. Chory na nieuleczalną chorobę 17 lutego 1887 popełnił samobójstwo. Był starszym bratem Otto Hausnera.